# Trolleybus de Saint-Étienne
Le trolleybus de Saint-Étienne fait partie du réseau de transports en commun de l'agglomération de Saint-Étienne. Le réseau est créé en 1940, en remplacement d'une partie du réseau du tramway de Saint-Étienne. Le réseau de trolleybus connaît un développement important jusque dans les années 1970 puis d'une longue période de déclin au cours des décennies suivantes.
Saint-Étienne est une des quatre villes françaises à disposer d'un réseau de trolleybus, avec Lyon, Limoges et Nancy.

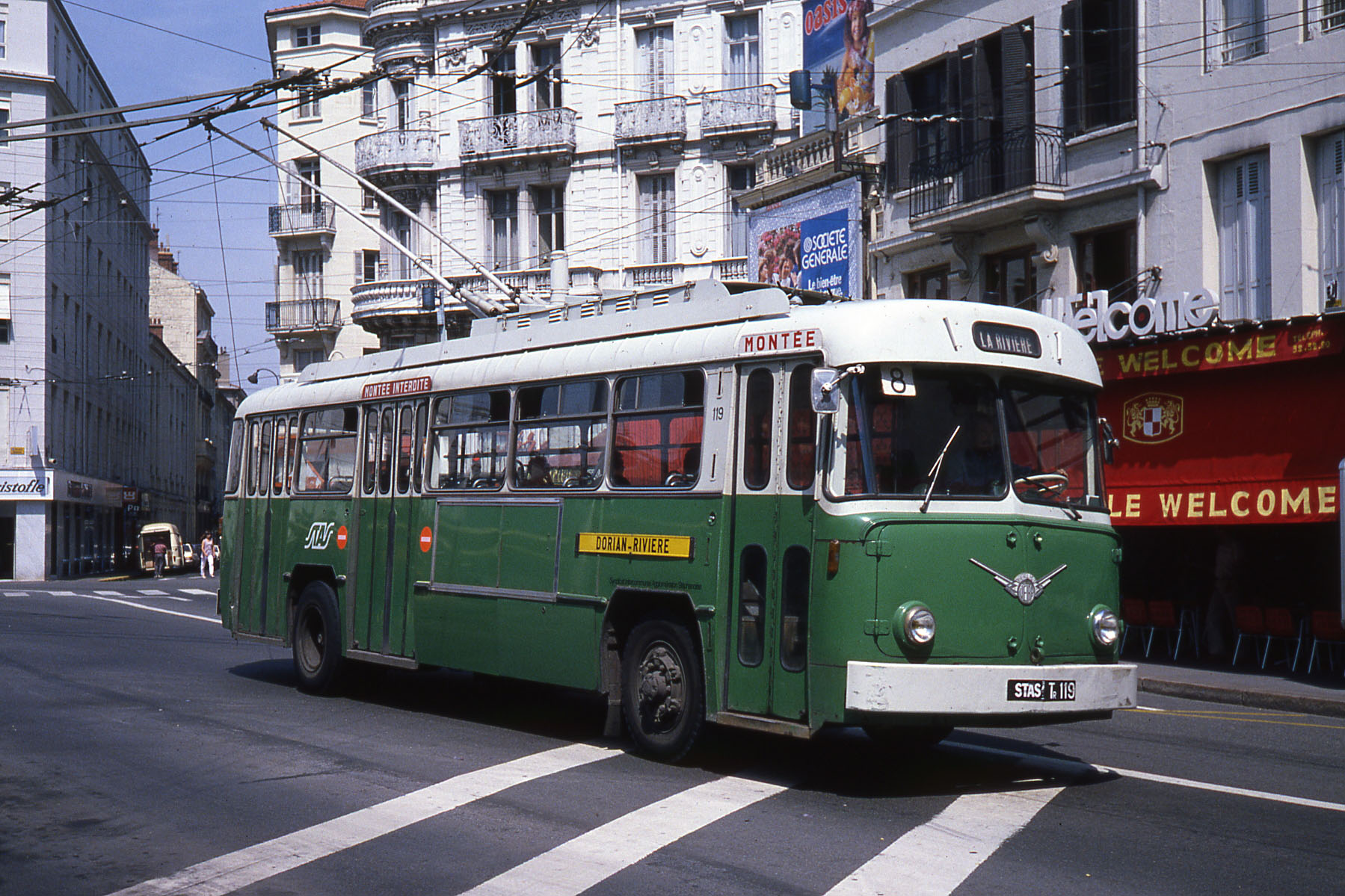
Un Berliet ELR circulant en 1981.

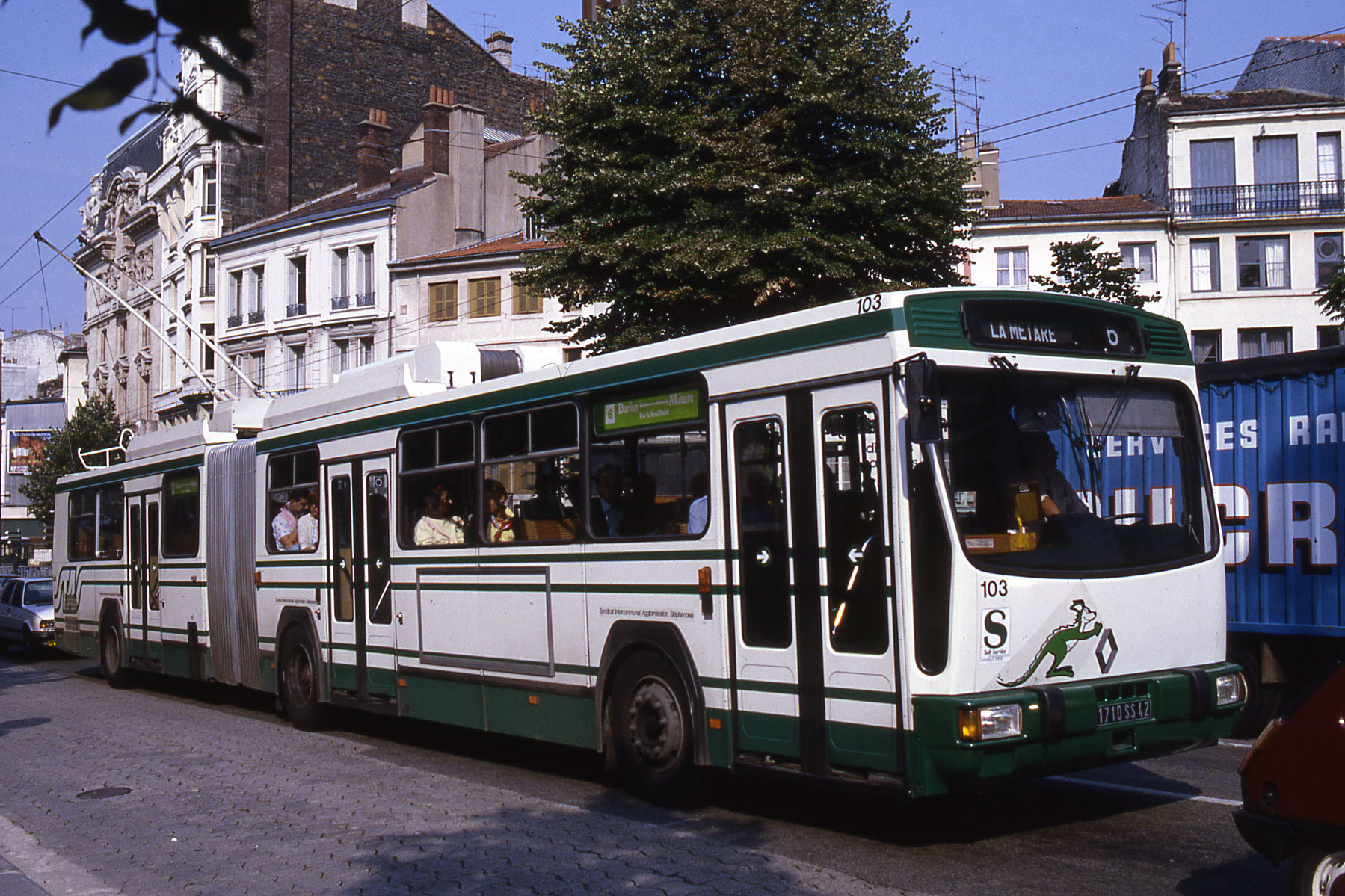
Un Renault PER 180H.

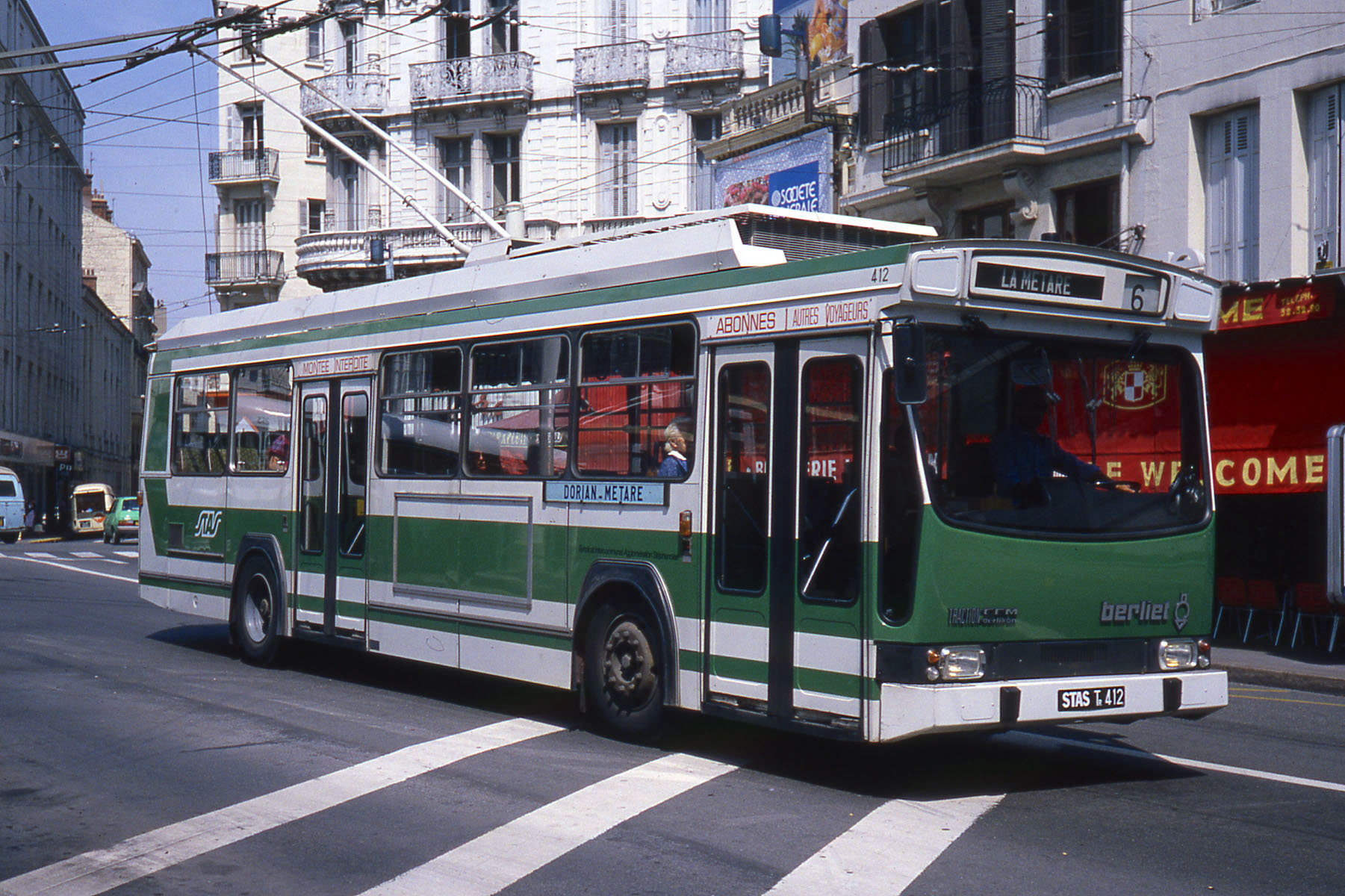
Un Berliet ER 100.

## Histoire
À la fin des années 1930, les CFVE doivent composer avec les lignes héritées des TE aux tracés inadaptés et au faible trafic et décide de les remplacer par d'autres modes de transport, dont le trolleybus, mais dès 1938 certaines sont assurés en autobus,. Le trolleybus fait son apparition à Saint-Étienne à la fin de l'année 1940, en remplacement des tramways sur la ligne Tardy - Le Soleil. Cependant, en raison de difficultés d'approvisionnement liées à la Seconde Guerre mondiale, les sept trolleybus CS 45 commandés à la société Vétra ne peuvent être livrés qu'en 1942. Entretemps, six trolleybus CS 35 initialement destinés au réseau de Poitiers circulent sur le réseau à titre provisoire,.
En 1947, les CFVE confirment la transformation des autres lignes de tramway étudiée dès 1943, à commencer en 1948 par la ligne Bellevue - Firminy exploitée avec 22 Vetra CS 60 livrés pour l'occasion, complétés par des véhicules de type VBD et VCR ; cette vague de conversion s'achève en 1952, seule la ligne 4 conserve ses tramways en raison de l'étroitesse de la voirie et du fort trafic,. À cette date, le réseau compte sept lignes (1, 3, 5, 6, 7, 8 et 10),.
En 1954, cinquante Vetra Berliet ELR sont réceptionnés. Treize VA3B2 en provenance de Marseille renforçaient le parc en 1973, cette commande faisant suite à une vague d'achat d'occasion, à la suite de la disparition de Vétra, auprès de plusieurs réseaux en cours de démantèlement comme Nice et Toulon.
En 1974, à la suite d'un remaniement du plan de circulation, les trolleybus de la ligne 7 (Bellevue - Châteaucreux) sont remplacés par des autobus. Cela n'empêche pas le réseau de connaître des extensions (la 6 du Rond-Point à La Métare et la 10 du Soleil à Cotonne). Et il reçoit à partir de 1978 des Berliet ER 100 remplaçant les ELR mis en réserve et réforme des VA3B2,. Enfin, en 1983, huit trolleybus articulés de type PER 180H sont mis en service sur la ligne 6 (Dorian - La Métare),. Le réseau reçut alors plus de 50 véhicules,.
En 1983, le réseau reçoit huit trolleybus articulés PER 180H, rejoints en 1989 par deux exemplaires ex-TAG (réseau grenoblois) ; tandis que six ER 100 ex-TAG rejoignent le réseau en 1987 en même temps que la ligne 7 est à nouveau exploitée en trolleybus.
Dans les années 1990, le vieillissement des véhicules se fait sentir et la STAS se tourne vers l'autobus pour les remplacer, : la ligne 7 est à nouveau exploitée en autobus à partir de 1992 et en 1998, c'est autour de la ligne 6 de perdre ses trolleybus, les PER 180H ayant une fiabilité aléatoire, et reçu des autobus Renault Agora L. La ligne 1 est déséquipée en 1999 à la suite des travaux persistants sur la ligne et de la volonté des maires des communes traversées de ne plus voir de câbles aériens, des autobus articulés prennent le relais.
Fin 2002, les lignes 3 (Dorian - Terrenoire) et 5 (Hôtel de Ville - Michon) fusionnent pour former la ligne 3 qui reçoit onze trolleybus Irisbus Cristalis ETB 12 en 2003.
Les travaux de la ligne 5 du tramway (av. de la Libération et Fourneyron) ont empêché l'utilisation des lignes 3 (Terrenoire) et 10 (Soleil) en trolley : pour garder une ligne de trolley (notamment par manque de bus), les lignes sont scindées en deux. la provisoire ligne 10 (exploitée en trolley) reprend les itinéraires ouest (Michon et Cotonne) tandis que la provisoire ligne 3 reprend, en bus, les parties ouest (Terrenoire et Soleil). À l'ouverture de la ligne Tram 5, la ligne 3 retrouve sa configuration d'avant travaux (Michon - Terrenoire) et est exploitée en trolleybus. La ligne 10 est scindée et seule sa partie Ouest (Cotonne - Hôtel de Ville) est conservée, et exploitée en trolleybus, la ligne Tram 5 et la ligne de bus 9 reprenant le reste du parcours. Les lignes 7 et 8 fusionnent en 2006, entrainant la fin des trolleybus sur le trajet de l'ancienne ligne 8.
Le 30 août 2010, les lignes 3 et 10 fusionnent pour former la ligne 3 (Cotonne - Terrenoire), exploitée par un panachage de trolleybus Cristalis et d'autobus, les ER 100 ayant été réformés et le parc de Cristalis étant insuffisant aussi bien numériquement que par manque de fiabilité du matériel.
Le 31 août 2017, la ligne 3 devient la ligne « Métropole » M3, mais son tracé reste identique.
L'année 2019 marque une forme de renaissance de ce réseau moribond de par la livraison de 22 trolleybus dit « In Motion Charging », autrement dit équipés de batteries pouvant se recharger pendant que le trolleybus roule sous les lignes aériennes et le retour de tels véhicules sur la ligne M7, descendante de la ligne 7 historique. Le maire de Saint-Étienne, Gaël Perdriau annonce aussi en août 2018 qu'il compte « étendre ce réseau par la suite » comme la ligne M6 par exemple.

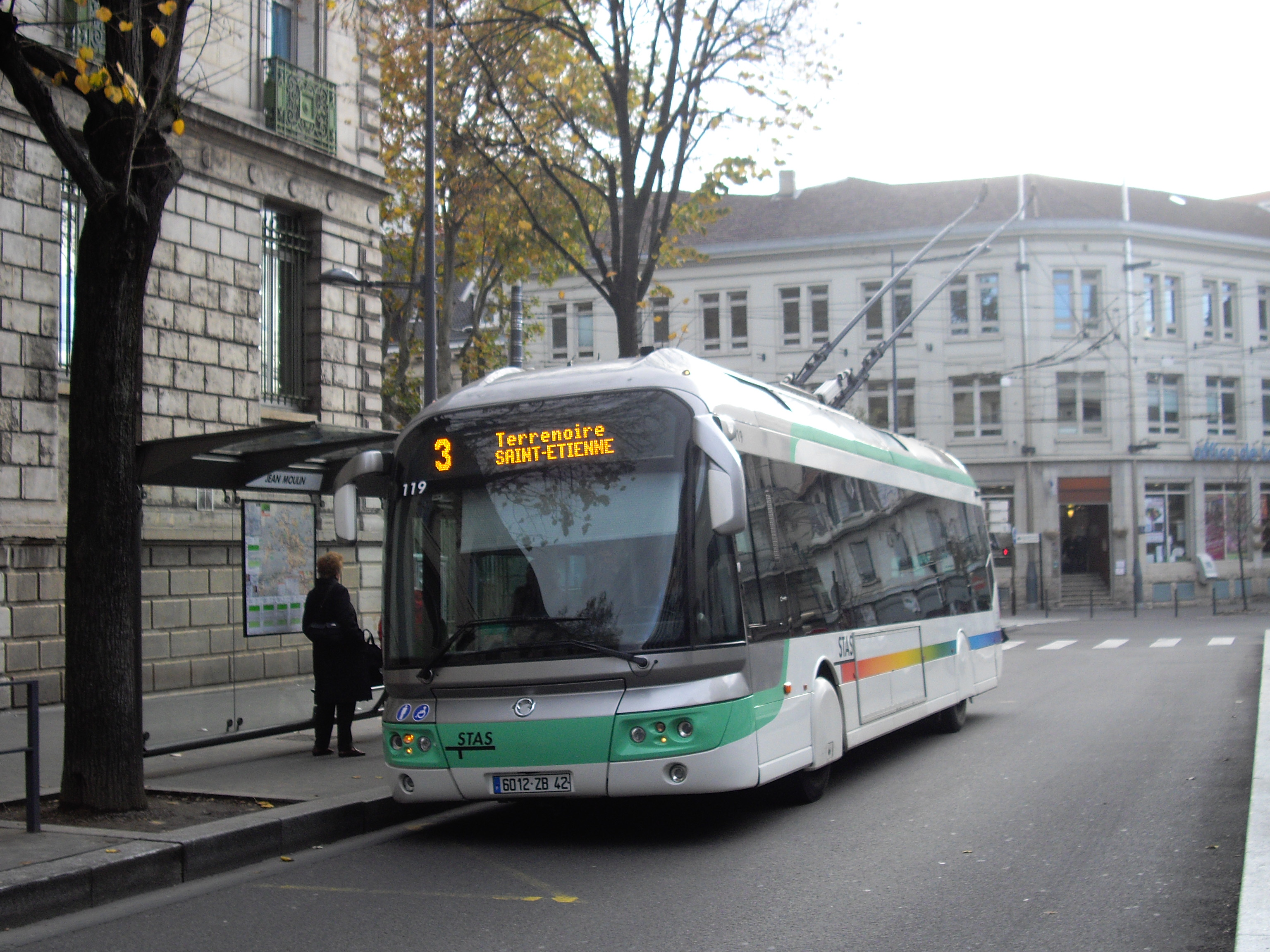
Cristalis ETB12 sur l'ancienne ligne 3 (Michon - Terrenoire) à Jean Moulin en 2009

Le 5 juin 2021 marque la réforme des véhicules Irisbus Cristalis après 18 ans de service sur le réseau.

## Lignes
Du réseau historique de sept lignes :
- 1 Bellevue - Firminy (déséquipée en 1999 à la suite des travaux persistants sur son parcours puis de la volonté esthétique des maires des communes traversées, dont le Chambon-Feugerolles notamment) ;
- 3 Dorian - Terrenoire (fusionnée avec la 5 en 2002) ;
- 5 Hôtel de Ville - Michon (fusionnée avec la 3 en 2002) ;
- 6 Dorian - Métare (déséquipée à l'arrivée des Agora L) ;
- 7 Châteaucreux - Bellevue (déséquipée en 1974 puis fusionnée avec la 8 et la 12 sud en 2006) ;
- 8 Dorian - La Rivière (fusionnée avec la 7) ;
- 10 Soleil - Centre-Ville - Cotonne (maintenue après 2006 dans sa partie sud-ouest uniquement, la ligne 9 et la 2e ligne de tram reprenant le parcours).

Ne subsistait en 2009 que deux lignes :
- 3 Terrenoire - Michon ;
- 10 La Cotonne - Hôtel de Ville.

Puis à partir du 30 août 2010 qu'une seule ligne, issue de la fusion des précédentes, exploitée partiellement en autobus :
- 3 Terrenoire - La Cotonne.

Cette ligne devient à partir du 31 août 2017 la ligne M3, rejointe en 2020 par la ligne M7 qui est à nouveau exploitée en trolleybus à la suite de l'arrivée des Solaris Trollino. À la rentrée de septembre 2021, les lignes de soirée reprenant les trajets des lignes M3 et M7 sont à leur tour équipée en trolleybus, profitant des batteries pour pouvoir circuler sur les tronçons non électrifiés. De ce fait le réseau de trolleybus stéphanois se compose de deux lignes en journée et de deux lignes en soirée avec un trajet quelque peu différent.
En journée :
- M3 Terrenoire - La Cotonne
- M7 Bellevue - Michon

En soirée :
- S3 Terrenoire - La Cotonne
- S7 Dorian/Hôtel de ville - Michon

## Matériel roulant

### Matériel actuel

#### Solaris Trollino 12
En 2019, l'acquisition de 23 nouveaux trolleybus de marque Solaris Bus & Coach et à motorisation Škoda est faite pour compléter l'exploitation de la ligne M3 et réexploiter la ligne M7 en trolleybus. En février 2020 sont mis en service les 10 premiers, avant la livrée de 7 autres véhicules fin 2020, les 6 véhicules restants ont été livrés en septembre 2021.

### Ancien matériel
Trolleybus standards :
- 4 Vétra CB 40 nos 1 à 4, achetés d'occasion en 1941-1942 et réformés en 1946-1947, ils furent rendus à leur réseau d'origine, celui de Poitiers ;
- 14 Vétra CS 60 nos 5, 13 à 24 et 81 mis en service en 1944 pour le no 5, en 1946-1947 pour les autres sauf le no 81 qui est un ex-RATP acheté d'occasion en 1958, et réformés en 1968 (sauf les no 17 et 21 accidentés et réformés avant cette date). Le no 5 devient le no 35 en 1948 ;
- 7 Vétra CB 45 nos 6 à 12, mis en service en 1944 et réformés en 1961 ;
- 5 Vétra VDB nos 1 à 5, mis en service en 1946 et réformés en 1961 ;
- 55 Vétra VCR nos 25 à 34 et 36 à 80, mis en service entre 1947 et 1953 et réformés en 1975 pour les dix derniers. Les nos 65 et 72 ont été conservés par 2 musées. Le no 72, propriété des Amis du rail du Forez (ARF), est mis à la disposition du musée de la STAS ;
- 40 Vétra-Berliet ELR (ou Vétra VBBh) nos 101 à 140, mis en service entre 1960 et 1964 et réformés en 1981-1982. Le no 126 a été conservé par le musée de la STAS ;
- 40 Vétra-Berliet ELR dit « extérieur », car achetés d'occasion, dont on peut distinguer plusieurs séries :
  - 26 exemplaires nos 2, 4, 6 à 21 et 92 à 99 achetés d'occasion au réseau de Nice entre 1969 et 1971, où ils furent mis en service entre 1954 et 1961, et réformés en 1981. Le no 97 (ex-no 25 TLN) est exposé dans un musée de la Côte d'azur dédié aux transports en commun ;
  - 13 exemplaires nos 23 à 28 et 85 à 91 achetés d'occasion au réseau de Marseille entre 1975 et 1981 pour la série 23-28 et entre 1972 et 1974 pour la série 85-91, où ils furent mis en service en 1955, et réformés en 1981. Le no 86 a servi de prototype à hacheur de courant (technologie utilisée sur l'ER 100H) ;
  - 1 exemplaire no 22 acheté d'occasion au réseau de Toulon en 1974 et réformé en 1981.
- 13 Vétra-Berliet VA3B2 (ou Berliet EBR) dit « extérieur » nos 141 à 153 achetés d'occasion au réseau de Marseille en 1973, où ils furent mis en service en 1955-1956, et reformés en 1981 (sauf le no 141 qui a été détruit par accident en 1977). Le no 151 est propriété des Amis du Rail du Forez (ARF) et est mis à la disposition du musée de la STAS ;
- 25 Berliet ER 100 nos 401 à 425, mis en service en 1979 et réformés en 1998-1999. Cinq d'entre eux (nos 402, 414, 416, 417 et422) ont terminé leur carrière à Ploiești (Roumanie) où ils ont été réformés en 2010. Le no 415 est conservé par le musée de la STAS ;
- 25 Renault ER 100H nos 426 à 450, mis en service en 1982-1983 (le no 426 a été mis au point en 1981) et réformés en 2009 pour les derniers. Certains ont été vendus en Roumanie (nos 430, 436, 446, 447 et 450) d'autres sont conservés par le musée de la STAS (nos 426, 433, 435 et 438) ;
- 6 Berliet ER 100 nos 461 à 466 achetés d'occasion au réseau de Grenoble en 1987, où ils furent mis en service en 1977, et reformés en 2004 (sauf le no 464 réformé en 1997). Ils avaient la particularité de posséder un groupe d'autonomie (moteur Diesel de secours), contrairement à la série 401-425. Le no 462 est conservé par le musée de la STAS et le no 463 a été donné à un autre musée inconnu, son état actuel n'est pas connu.
- 11 Irisbus Cristalis ETB 12 nos 111 à 121, mis en service en 2003. Les numéros 119 et 121 ont été retirés du service en août 2017 afin de servir de banque de pièces pour les autres exemplaires, le 118 a lui été réformé en janvier 2021. Les 8 autres véhicules seront réformés le 5 juin 2021 après 18 ans de service.

Trolleybus articulés :
- 10 Renault PER 180H nos 101 à 110, mis en service en 1983, en 1989 pour les 109 et 110 achetés d'occasion au réseau de Grenoble, et réformés en 1999-2000. Ils ont été vendus à Toula (Russie) sauf les nos 102 et 105 qui ont été envoyés à la ferraille.

## Projet M6+ et équipement de la ligne M4

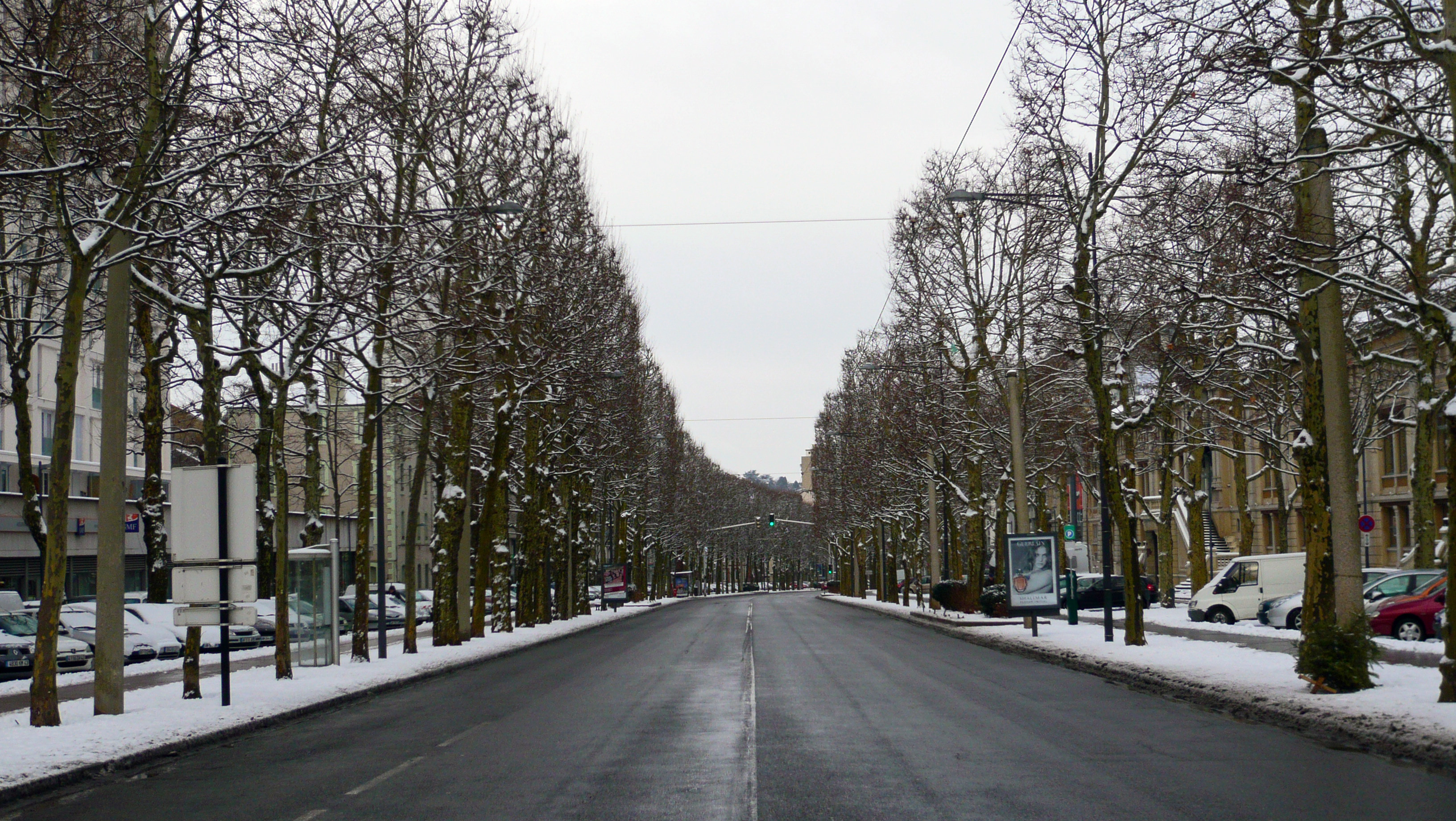
La ligne aérienne et les poteaux en béton du cours Fauriel en 2012.

D'ici 2025, la ligne M6 sera rééquipé avec des trolleybus articulés et aménagée comme un bus à haut niveau de service (voies réservées, priorité aux feux, etc.) sous le nom « M6+ » et prolongée jusqu'à Armeville, à côté de la cité du design en passant par la gare de Châteaucreux ; de son côté, la ligne M4 sera équipée à son tour de trolleybus à la même échéance,.
L'ancienne ligne aérienne du cours Fauriel avait été déposée en 2022 en vue de son remplacement, tandis que les poteaux en béton en mauvais état sont remplacés entre février et mars 2023 par de nouveaux en acier et la nouvelle ligne aérienne sera posée entre juin et juillet 2023.
Sur la future ligne de trolleybus, le calendrier est le suivant :
- Septembre 2024 : Mise en service du trolley sur la ligne M6
- Janvier 2026 : IUT Métare - Chateaucreux :
- Septembre 2028 : Amneville Foch - Chateaucreux
Les informations sur le projet :
La fréquentation attendue de la ligne sera de 11 500 voyageurs/jour sur la ligne M6+, la ligne nécessitera 14 trolleybus articulés, pour un coût du chantier de 22,40M€, et la future ligne aura un temps de parcours de 32 minutes, la fréquence de la future ligne sera de 8 à 10 minutes. Elle disposera de 24 à 25 stations (soit une tous les 350 mètres), et une vitesse commerciale de 16,30 km/h.